# Kettenturm von Damiette

Einnahme von Damiette, in der Mitte der Kettenturm, Gemälde aus dem Jahr 1628

Der Kettenturm von Damiette war ein Verteidigungs- und Sperrbauwerk auf einer kleinen Nilinsel, welche über eine Pontonbrücke mit der Stadt Damiette verbunden war. Der Turm beherbergte einen Aufrollmechanismus, durch den eine über den dort verlaufenden einzigen schiffbaren Arm des Nils führende Kette ge- und entspannt werden konnte. Im gespannten Zustand war die Kette eine wirksame Blockade gegen Schiffe. Dadurch konnte im Kriegsfall das Vordringen feindlicher Schiffe verhindert werden. Im Friedensfall ermöglichte die Kette, von passierenden Schiffen Zoll zu erheben und den Schiffsverkehr auf dem Nil zu kontrollieren.
Während des Kreuzzugs von Damiette war Damiette das wichtigste Angriffsziel der Kreuzfahrer, die die Stadt ab April 1218 belagerten. Um die Stadt zu erobern, war der von der Stadt separate Kettenturm eines der ersten Angriffsziele.
Aufgrund seiner strategischen Bedeutung wurde er durch die Muslime energisch verteidigt. Zur Eroberung ersann der Kreuzfahrer und spätere Paderborner Bischof und Kardinal Thomas Olivier ein besonderes Belagerungsgerät, einen Schiffsturm. Dazu wurden zwei Koggen aneinandergebunden. An der Spitze von vier Masten dieses Doppelschiffs wurde eine Belagerungsplattform mit Sturmleitern gebaut. Mit dieser Konstruktion gelang am 24. August 1218 die Erstürmung des Kettenturms. Damiette selbst wurde nach langer Belagerung am 5. November 1219 erobert.